# イオンモール甲府昭和
イオンモール甲府昭和（イオンモールこうふしょうわ）は、山梨県中巨摩郡昭和町飯喰に所在するイオンモールのモール型ショッピングセンターである。

## 概要
敷地面積119,000m2、総賃貸面積（集客施設面積）は70,000m2、商業施設面積（売場面積）45,600m2は山梨県内のショッピングセンターでは最大である。運営・管理はイオンモールが行ない、山梨県内初となる「イオン」を核テナントに180店舗（増床前は130店舗）の専門店が入居する。また、付帯集客施設にはシネマコンプレックスとして「TOHOシネマズ甲府」（トウホウシネマズこうふ）が出店し、経営はTOHOシネマズが行なう。その他、飲食街が設けられる。
立地は甲府盆地のほぼ中心部に位置しており、2km圏内には中央自動車道甲府昭和ICや新山梨環状道路、甲府バイパスなど主要道路が通っている。そのため地元昭和町のほか隣接する甲府市をはじめとする甲府都市圏の来客が多い。
計画当初は集客施設面積は63,000m2、商業施設面積48,000m2と、甲信地方でも最大規模の施設になる予定であったが、甲府駅前の商店街保護を訴える甲府市と甲府商店街連盟、甲府リバーサイドタウン内のショッピングセンターに影響を及ぼすことが予想される中央市、さらには付近にある昭和バイパスの渋滞が増大することを恐れた山梨県庁が、イオンモールと昭和町に計画の縮小を要請し、集客施設面積48,000m2、商業施設面積28,000m2に修正のうえ、当該部分が先行オープンした。
その後も当初計画に合わせるため増床計画を提案していたが、周辺自治体や商店街からの反発で延期され、2016年に県からようやく同意が得られ、2017年11月23日に増床部分がオープンした（詳細は沿革を参照）。

## 沿革

### 開業まで
- 2006年（平成18年）

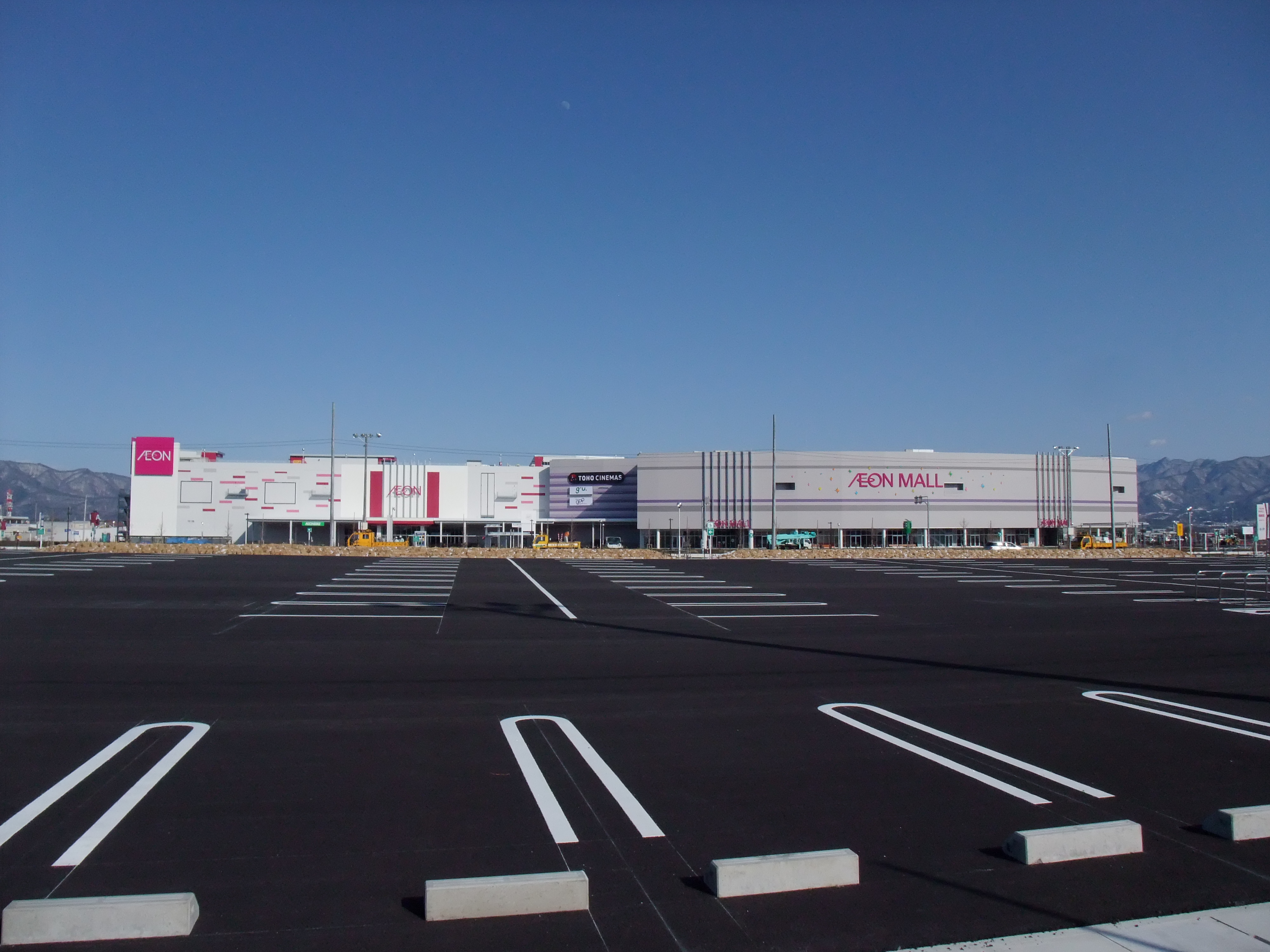
工事中の様子（2011年2月13日）

  - 11月10日 - 山梨県国土利用計画審議会が、昭和町の区画整理事業を了承。それを受け昭和町が、飯喰地区に大型商業ゾーン計画の構想があることを報じる[1]。
  - 12月2日 - 昭和町がダイヤモンドシティと交渉し、飯喰地区にイオンショッピングセンターの誘致構想があることを報じる[2]。
  - 12月26日 - 甲府市および甲府商店街連盟が建設反対運動を展開し、山梨県に計画縮小の要請をしたことを報じる[3]。
- 2007年（平成19年）
  - 5月21日 - 山梨県が昭和町に対して計画の見直しを正式に要請することが報じられる[4]。
  - 8月8日 - 山梨県知事・横内正明と昭和町・地権者側で対話が持たれるが溝が埋まらず物別れに終わる[5]。
  - 8月21日 - ダイヤモンドシティがイオンモールに吸収合併され、運営・管理がイオンモールに変更される。
  - 11月23日 - イオンモールと山梨県庁が交渉し、当初比40%の規模縮小案で基本合意[6]。
- 2009年（平成21年）3月1日 - リーマン・ショックの影響で、着工および竣工が1年延期となる。
- 2010年（平成22年）4月13日‐着工。
- 2011年（平成23年）
  - 1月27日  - プレリリースで3月17日にオープンすることが発表される[7]。
  - 2月27日 - 植樹祭開催。2,000人以上が参加し、2万本以上を植樹。
  - 3月11日 - プレオープン。
  - 3月17日 - 正式開業（グランドオープン）。なお、同年3月11日に発生した東北地方太平洋沖地震（東日本大震災）を考慮し、グランドオープンのオープニングイベントは、自粛することとなった[注 2]。

### 開業後
- 2012年（平成24年）

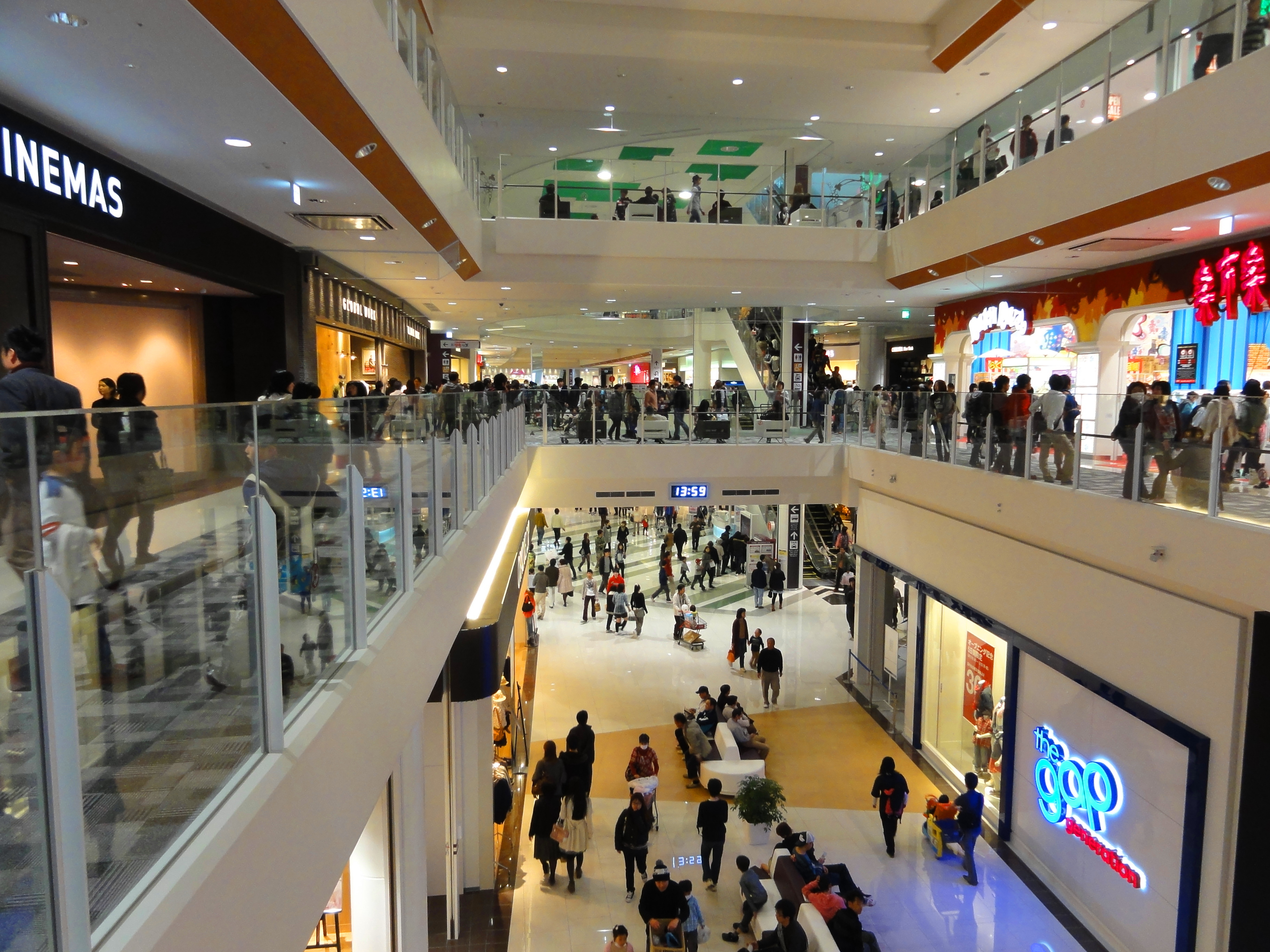
店内の様子（2011年3月21日）

  - 8月16日 - イオンモールが縮小前の規模にする増床計画が明らかになる[8]。
  - 9月20日 - イオンモールが増床に関して住民説明会を開催[9]。
  - 9月27日 - 甲府市議会が増床反対の決議を採決。
  - 10月19日 - 甲府、甲斐、南アルプス、中央の周辺4市が増床反対の意見書を県に提出[10]。
  - 11月30日 - イオンモールが増床計画を延期することを発表[11]。
- 2014年（平成26年）2月5日 - 甲府駅前にあるココリの空き店舗に、イオングループが支援することが報道される（膠着する増床計画に理解を得るための方針とされている[12]が、イオンモールは報道を否定）。
- 2015年（平成27年）
  - 7月29日 - イオンモールが増床の動きを見せていることが報じられる[13]。
  - 11月13日 - イオンモールが駐車場移設に関する届け出を提出。これにより増床計画が復活[14]。
- 2016年（平成28年）
  - 6月28日 - イオンモールが当初計画より縮小した増床案を山梨県庁に提出[15]。
  - 7月6日 - 増床案が山梨県に了承される。増床面積は約3万7000m2増の約10万8676m2、店舗面積は約1万7000m2増の約45,600m2になる予定と報じられる[16][17]。
- 2017年（平成29年）
  - 9月14日 - 増床部分について、11月23日にオープンすることが発表される[18]。
  - 11月20日 - 増築部分がプレオープン。
  - 11月23日 - 増床部分がオープン。既存棟のリニューアルオープンも含め、全館グランドオープンされる。

## 施設概要
|              | 2011年3月17日オープン時 | 2017年11月23日増床時 | 備考                      |
| ------------ | ----------------------- | -------------------- | ------------------------- |
| 敷地面積     | 125,000m2               | 119,000m2            |                           |
| 延床面積     | 70,750m2                | 109,000m2            |                           |
| 商業施設面積 | 28,000m2                | 45,600m2             |                           |
| 総賃貸面積   | 48,000m2                | 70,000m2             |                           |
| 専門店数     | 130店                   | 180店                |                           |
| 駐車場数     | 2,500台                 | 3,530台              | 別途駐輪台（500台）あり。 |

## 主なテナント
出店テナントの一覧・詳細情報は公式サイト「ショップガイド」を、営業時間は公式サイト「営業時間・サービスガイド」を参照。

### メインテナント
- イオンスタイル甲府昭和店

### 専門店

#### 1階
- 無印良品
- The Gap Generation
- TOMMY HILFIGER
- ペットシティ
- ハックドラッグ
- カルディコーヒーファーム
- AZUL by moussy
- LOWRYS FARM
- &byPinky&Dianne（アンド バイ ピンキー アンド ダイアン）
- LUSH
- こども写真城 スタジオアリス
- OPAQUE.CLIP（オペークドットクリップ）
- FANCL
- コンタクトのアイシティ
- THE BODY SHOP
- earth music&ecology natural shop
- イオン保険サービス
- レストラン街

#### 2階
- PINK-latte
- MINiPLA
- JINS
- 島村楽器
- 楽市楽座
- GLOBAL WORK
- Feminine Café
- AMO'S STYLE
- new style

### 3階
- GU
- 未来屋書店
- coco
- イオンホール
- ASBee
- BERRY KISS
- STARVATIONS
- サンリオギフトゲート
- 1丁目1番地（駄菓子・玩具）
- ほていや
- フードフォレスト - 800席、キッズコーナーあり。
- アニメイト
- らしんばん

## TOHOシネマズ甲府
TOHOシネマズ甲府は、イオンモール甲府昭和の2階に所在するシネマコンプレックスである。

### 経過
TOHOシネマズの前々身である東宝関東興行は2000年（平成12年）に甲府市にあるグランパーク内にシネマコンプレックス『グランパーク東宝8』を開館。当時の甲府市は甲宝シネマや甲府東映セントラル、甲府武蔵野シネマ・ファイブ、テアトル甲府など映画館やシネマコンプレックスが乱立しており、その館数やスクリーン数からして「人口に対するスクリーンの多さは全国1、2を争う」とまで言われるほどの過当競争となっていた。このためグランパーク東宝8も開館当初は伸び悩み、甲府中央商店街にあったシネマコンプレックスの甲府武蔵野シネマ・ファイブとの割合は東宝8が44に対して甲府武蔵野が56と苦戦を強いられていた。しかし甲府バイパス沿いかつ中央道甲府昭和IC近くという車社会の山梨県ではかなりの好立地で、また郊外立地ということもあって駐車場も中心部と異なり無料であったことから、それを生かして次第に客足を伸ばしていき、最盛期には年間50万人程度を動員するなどグランパーク東宝8単体でみると順調な経営であった。
一方で甲府バイパス沿いのロードサイド店舗との競争に晒されたグランパーク全体の経営は低調で、2006年（平成18年）には管理会社「甲府新都市開発」が民事再生法の適用を受けるなど不安定な状況の中、昭和町でイオンモールの誘致構想が持ち上がるようになる。
イオン系のショッピングセンターには直営のイオンシネマズ→イオンエンターテイメントが運営するイオンシネマ、またはワーナー・マイカル・シネマズが入ることが多かったものの、必ずしもどちらかが入居するわけでもなく、TOHOシネマズをはじめとした東宝系のシネマコンプレックスが開館することも珍しくはなかった。
その為、翌2007年（平成19年）にイオンモールの建設が認可・決定するとTOHOシネマズはイオンモールと交渉を行い、2010年（平成22年）11月29日にTOHOシネマズ甲府としてオープンすることが発表され、2011年（平成23年）2月にイオンモール甲府昭和へ移転という形でグランパーク東宝8の閉館も決定した。同年3月10日に報道陣向けの完成披露が行われ、11日のプレオープンによる公開を経て17日に全面開館した。なお、プレオープン当日に東日本大震災が発生したことで公開・上映は途中で中止となり、その後も29日まで輪番停電により終日休館や一部時間帯で上映が休止するなど不安定な状況が続いていた。
TOHOシネマズ甲府の開館後は山梨県内の映画館やシネマコンプレックスが相次いで閉館していき、2025年現在は甲府市にあるシアターセントラルBe館と並んで数少ない山梨県の常設型の映画館となっている。

### 設備
9スクリーン・1,729席（車椅子21席）を擁し、開館当初からデジタルプロジェクターによる3D上映にも対応している。3D上映技術はソニー製の「Sony Digital CinemaTM 3D」を世界で初めて採用している。
| スクリーン  | スクリーンサイズ(m) | 座席数 | 車いす席 | 音響システム  |
| ----------- | ------------------- | ------ | -------- | ------------- |
| スクリーン1 | 4.9×11.8            | 162    | 2        | デジタル5.1ch |
| スクリーン2 | 4.9×11.6            | 166    | 2        | デジタル5.1ch |
| スクリーン3 | 3.9×9.2             | 107    | 2        | デジタル5.1ch |
| スクリーン4 | 5.5×13.2            | 179    | 2        | デジタル5.1ch |
| スクリーン5 | 4.1×9.8             | 116    | 2        | デジタル5.1ch |
| スクリーン6 | 6.7×16.0            | 399    | 4        | デジタル5.1ch |
| スクリーン7 | 5.0×12.0            | 143    | 2        | デジタル5.1ch |
| スクリーン8 | 5.0×11.9            | 143    | 2        | デジタル5.1ch |
| スクリーン9 | 5.8×13.8            | 314    | 3        | デジタル5.1ch |

### その他
東宝系であることから上映作品は東宝配給が多いが、前述の通り山梨県で通常営業を行なっている映画館が他にないことから、他社配給の映画も上映している。
これまで山梨県の旧国名である甲斐国と統治していた武田信虎の生涯を扱った『信虎』や山梨県が舞台のアニメ映画『映画 ゆるキャン△』など山梨県にゆかりのある作品をはじめ、舞台挨拶を行なう場合もある。

## 交通アクセス

### 自動車
- 中央自動車道甲府昭和インターチェンジより自動車で10分
- 新山梨環状道路田富西ランプより自動車で8分

### 公共交通機関
- JR身延線常永駅から徒歩約10分

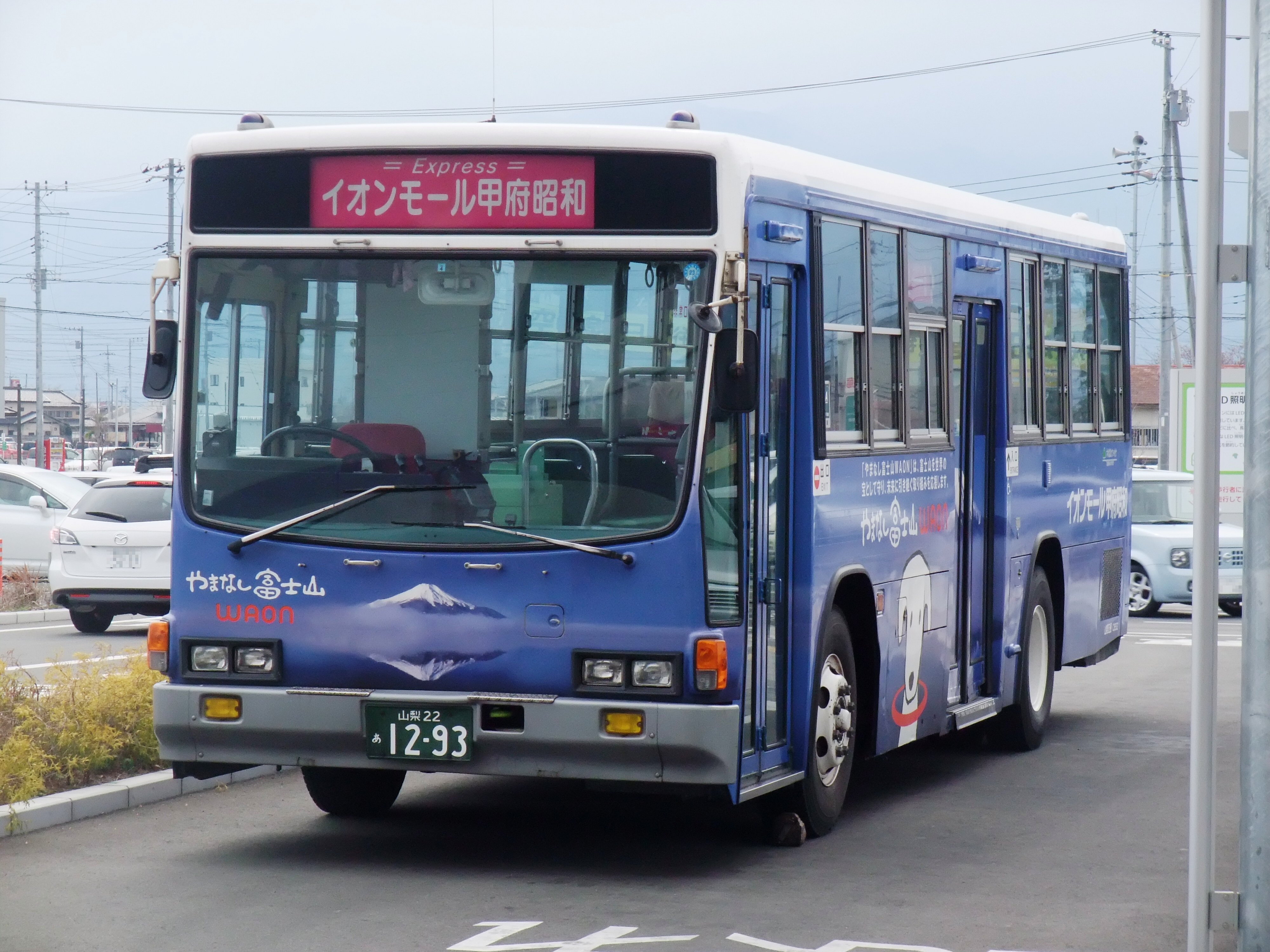
甲府駅直通シャトルバス（山梨交通）

- 甲府駅バスターミナル2番乗り場から山梨交通バス「イオンモールシャトルバス」、または3番乗り場から58系統「昭和バイパス・イオンモール甲府昭和経由山梨大学医学部付属病院」行きのいずれかに乗車し、「イオンモール甲府昭和」バス停下車。（運賃は、シャトルバスは片道210円、山梨大学医学部付属病院行きは片道380円と異なるので注意。）
- JR中央本線竜王駅から、甲斐市民バスに乗車し、「イオンモール甲府昭和前」バス停下車。

## 近隣の商業施設
イオングループ
- イオンタウン山梨中央（中央市）
- イオン石和店（笛吹市）
- 南アルプスビッグステージ（南アルプス市） - 系列のザ・ビッグが入居しているが、管理は別の企業（にしきコーポレーション）が担当。

その他
- ラザウォーク甲斐双葉（甲斐市）
- イトーヨーカドー甲府昭和店（中巨摩郡昭和町）
- オギノリバーシティショッピングセンター（中央市）
- 甲府中央商店街（甲府市）